# Туганский район
Туга́нский райо́н — существовавшая ранее административная единица на территории нынешней Томской области.
Образован 20 января 1935 года в составе Западно-Сибирского края, 28 сентября 1937 года передан в состав новосозданной Новосибирской области, с 13 августа 1944 года — в составе новосозданной Томской области. Центром его было село Александровское.
Упразднён 8 февраля 1963 года. Земли района в основном вошли в состав Томского района Томской области.